# Петдесет и седми конгрес на Македонската патриотична организация
Петдесет и седмият конгрес на Македонските патриотични организации (МПО) се провежда от 2 до 4 септември 1978 година в Торонто, Онтарио, Канада. Конгресът е посветен на 100-годишнината от Освобождението на България, на 75-годишнината от Илинденско-Преображенското въстание и на 100-годишнината от смъртта на Джанюариъс Макгахан. На него участват делегати и от трите секции в Торонто – МПО „Правда“, МПО „Победа“ и МПО „Любен Димитров“, които са и организатори на конгреса. Главен говорител на събитието е Живко Гелев, а гост-говорител е Норман Кафик, федерален министър на културата на Канада. Той поздравява заседателите от името на министър-председателя Пиер Трюдо заради големия принос към мултикултурното наследство на Канада. На конгреса присъства и кмета на града Фред Бивас. Изпратени са два документа до американския президент Джими Картър, които потвърждават българския характер на Македония. Изпратена е протестна нота до генералния секретар на ККП Хуа Гофън след посещението му в Скопие, където говори за „македонската култура, език и народност“. Изпратени са изложения до западноевропейски вестници против югославската пропаганда в Западна Европа.